# Fosan
Fosan (egyszerűsített kínai írással: 佛山市, pinjin: Fóshān) prefektúra szintű város Kínában, Kuangtung tartományban. Lakosainak száma 9 498 863 fő (2020).

## Népesség
| 2018 | 7 905 700 |
| 2020 | 9 498 863 |

## Testvérvárosok
- Stockton
- Csicsihar
- Port Louis